# Alpinia ovata
Alpinia ovata är en enhjärtbladig växtart som beskrevs av Z.L.Zhao och L.S.Xu. Alpinia ovata ingår i släktet Alpinia och familjen Zingiberaceae. Inga underarter finns listade i Catalogue of Life.